# رودخانه اومو
رودخانه اومو (همچنین Omo-Bottego گفته می‌شود) در جنوب اتیوپی قرار دارد و بزرگترین رود اتیوپی در خارج از حوضه رود نیل است. مسیر آن کاملاً در مرزهای اتیوپی موجود است و در دریاچه تورکانا در مرز با کنیا می‌ریزید. رودخانه جریان اصلی حوضه زهکشی آندروئیک، حوضه تورکانا است.

## جغرافیا

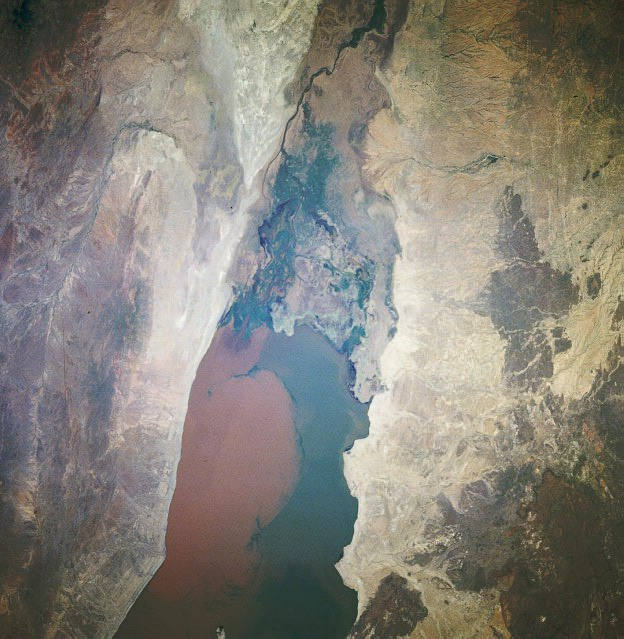
دلتا رودخانه

با توجه به اندازه، طول و دوره‌های آنها، می‌توان رودخانه‌های اومو و گیبی را یک رودخانه یکسان و با نام‌های مختلف دانست. در نتیجه، کل حوضه رودخانه گاهی اوقات حوضه رودخانه اومو-گیب نامیده می‌شود. این حوضه رودخانه شامل بخشی از منطقه اورومیا غربی است.

## تأثیرات انسانی

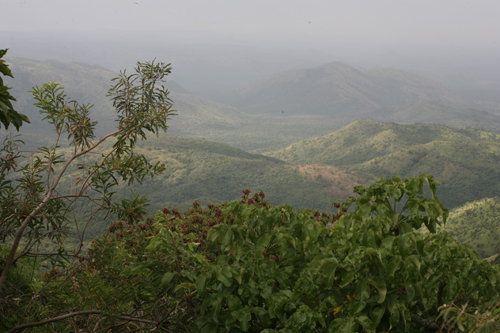
دره رودخانه اومو

در حال حاضر اعتقاد بر این است که دره پایینی اومو هزاران سال است که فرهنگ‌ها و اقوام مختلف در اطراف منطقه مهاجرت می‌کنند.  تا به امروز، مردم دره پایینی اومو از جمله مرسی، سوری، Nyangatom , Dizi و سورما به دلیل تنوع آنها مورد مطالعه قرار می‌گیرند.